# Động đất Nam Kivu 2015
Động đất Nam Kivu 2015 là trận động đất xảy ra vào lúc 3:25 (theo giờ địa phương), ngày 7 tháng 8 năm 2015. Trận động đất có cường độ 5,8 Mw, tâm chấn độ sâu khoảng 11 km. Hậu quả trận động đất đã làm 3 người chết, 30 người bị thương.